# 滨海蒙特罗通多
滨海蒙特罗通多（義大利語：Monterotondo Marittimo）是意大利格罗塞托省的一个市镇。总面积102.51平方公里，人口1394人，人口密度13.6人/平方公里（2009年）。ISTAT代码为053027。